# Синдром нестале беле жене
Синдром нестале беле жене је фраза коју користе социолози и медијски коментатори да опишу велику медијску пажњу, посебно на телевизији, везану за случајеве несталих особа које укључују младе девојке или жене из високе класе друштва. Овај феномен је дефинисан као непотребан фокус медија на нестанак девојака или жена из високих друштвених класа у односу на нестанак жена других националности и друштвених класа или несталих мушкараца различитих националности и друштвених класа.
Водитељка Пи-Би-Ес вести Гвен Ајфил се сматра творцем овог израза. Чарлтон Мекилвејн, професор на Универзитету у Њујорку, дефинише овај синдром као: “Беле жене заузимају привилеговано место у медијима и вестима као жртве насиља”. Иако је термин настао да би описао велику заступљеност случајева несталих особа, он се некад користи да опише неједнаку заступљеност насилних кривичних дела у вестима. Синдром нестале беле жене је довео до великог броја тешких мера криминала за жене које су нестале, а касније су пронађене веома повређене.
Муди, Дорис и Блеквел (2008) закључили су да поред расе и класе, фактори као што су атрактивност, величина тела и младост су непоштени критеријуми за одређивање који ће случај бити више заступљен у вестима. Такође је значајно да се извештаји о несталим црним женама више фокусирају на жртву, на њихове насилне момке и на проблематичну прошлост, док је код белих жена фокус на њиховим улогама мајки и ћерки.

## Медијско извештавање

### Сједињене Америчке Државе
Што се тиче нестале деце, статистичка истраживања која пореде извештаје националних медија са извештајима ФБИ показују да су афроамеричка деца много мање заступљена у медијим од оних која нису афроамеричка. Касније студије су показале да су нестале девојчице из мањинских група најмање заступљене у медијима од све нестале деце.
Извештај који је емитован на Си-Ен-Ен-у указао је на разлике у нивоу заступљености у медијима између жена са Кавказа, Лејси Петерсон и Натали Холовеј које су нестале између 2002. и 2005. године, и трудне Латиноамериканке Латоја Фигуроа. Фигуроа је нестала у Филаделфији исте године као и Холовеј. Фигуроа и њена нерођена ћерка су нађене мртве. Сан Франциско Гејт је објавио чланак у коме детаљно описује разлике о томе колико је који случај био заступљен у медијима.
Ким Пасквалини, председник Националног центра за нестале одрасле особе, приметио је да медији имају тенденцију да се фокусирају на „младе жене у невољи“- обично богате младе жене и тинејџерке.
Др. Кори Л. Армстронг написао је у Вашингтон посту да „Образац по коме се бирају само младе, беле жене из високе класе за потпуну медијску пажњу говори доста о нацији која жели да верује да су расе и класа којој људи припадају скроз небитни“.

### Канада
У студији која је објављена у „The Law and Society Association”, жена абориџинског порекла која је нестала у Канади добила је 27 пута мање медијске пажње од нестале беле жене, она је такође добила „непристрасне и мање детаљне наслове, текстове и слике“.

### Велика Британија
Професор Ивон Џикс на Универзитету Лестер за криминологију наводи случај убиства Аманде Даулер, Саре Пејн и убистава у Сохаму као примере прича које су изузетно вредне помена, о убиствима девојака из угледних породица са пореклом, чији родитељи користе тај углед како би добили медијску пажњу. Она, такође, пише да је убиство Дамилола Тејлора примило веома мало пажње, са извештајима који су били концентрисани на ниво криминала на улицама, а не на саму жртву. Чак и када је њен отац допутовао из Нигерије у Велику Британију како би дао изјаву, њено убиство ни тада није изазвало жаљење код народа као убиства Аманде, Саре, Холи и Џесике.
У јануару 2006. године полицијски комесар Ијан Блер описује медије као расисте. Као пример дао је убиства две младе девојке у Сохаму из 2002. године. На пример, нико није разумео зашто је та прича постала толико вредна пажње. Ту су и два случаја која показују пример синдрома нестале беле жене: убиство Хане Вилијамс и Данијеле Џонс. Данијелино убиство је придобило више медијске пажње због тога што је она средњошколка из високе друштвене класе, а Хана је из радничке породице са пирсингом на носу и од отуђених родитеља.